# Stellan Österberg
Stellan Österberg, född 17 januari 1965 i Landvetter strax utanför Göteborg, började sin badmintonkarriär i Landvetter badmintonklubb tillsammans med bland annat Jonas Herrgårdh. Svensk mästare för juniorer i både singel och dubbel, Nordisk juniormästare tillsammans med Ulf Persson i dubbel. Deltog i OS i Barcelona 1992 samt var medlem i det svenska lag som samma år vann EM i Edinburgh. Har ett antal Grand Prix segrar i herrdubbel. Är stor grabb och spelade i landslaget mellan 1986 och 1994.
Har även mästerskapsmedaljer i segling, var 1977 rankad som etta i Sverige i optimist-jolleklassen och tog bronsmedalj i lagtävlingen vid VM i dåvarande Jugoslavien samma år. Året efter blev det guld i den Nordiska lagtävlingen i Västerås.